# Método de Ingram
El método de Ingram es un tipo de tratamiento para algunas enfermedades de la piel, sobre todo para la psoriasis.
Consiste en tomar inicialmente un baño con ungüento de antralina para eliminar las escamas de la piel. Posteriormente, se administra una sesión de fototerapia, en concreto con UVB (rayos UltraVioleta de tipo B). Finalmente, se aplica una pasta de un medicamento reductor (por ejemplo, pasta de ditranol, a una concentración inicial del 0.05% hasta llegar a concentraciones del 0.5%.
Debido a su complejidad y a la existencia de otros tratamientos de igual o mejor eficacia, está en desuso en la actualidad.